# Spielvereinigung Unterhaching 2003-2004
Questa voce raccoglie le informazioni riguardanti la Spielvereinigung Unterhaching nelle competizioni ufficiali della stagione 2003-2004.

## Stagione
Nella stagione 2003-2004 l'Unterhaching, allenato da Wolfgang Frank e Harry Deutinger, concluse il campionato di 2. Bundesliga al 13º posto. In Coppa di Germania l'Unterhaching fu eliminato al secondo turno dall'Amburgo.

## Rosa
| N. |                     | Ruolo | Calciatore           |
| -- | ------------------- | ----- | -------------------- |
| 1  | Germania (bandiera) | P     | Philipp Heerwagen    |
| 3  | Germania (bandiera) | D     | Norman Loose         |
| 4  | Germania (bandiera) | D     | Ralf Bucher          |
| 5  | Germania (bandiera) | C     | Matthias Zimmermann  |
| 6  | Germania (bandiera) | C     | Matthias Lust        |
| 7  | Germania (bandiera) | C     | Hendrik Liebers      |
| 8  | Turchia (bandiera)  | C     | Barbaros Barut       |
| 9  | Germania (bandiera) | A     | Mark Römer           |
| 10 | Spagna (bandiera)   | C     | Francisco Copado     |
| 11 | Germania (bandiera) | C     | Stefan Leitl         |
| 13 | Turchia (bandiera)  | D     | Necat Aygün          |
| 14 | Francia (bandiera)  | D     | Bruno Custos         |
| 15 | Germania (bandiera) | D     | Christian Endler     |
| 16 | Nigeria (bandiera)  | C     | Darlington Omodiagbe |

| N. |                     | Ruolo | Calciatore         |
| -- | ------------------- | ----- | ------------------ |
| 17 | Germania (bandiera) | D     | Jan Seifert        |
| 18 | Italia (bandiera)   | A     | Angelo Vaccaro     |
| 19 | Ghana (bandiera)    | C     | Charles Akonnor    |
| 20 | Germania (bandiera) | D     | Dennis Grassow     |
| 21 | Slovenia (bandiera) | C     | Goran Šukalo       |
| 22 | Croazia (bandiera)  | D     | Ivica Majstorović  |
| 23 | Germania (bandiera) | D     | Dominik Haas       |
| 24 | Germania (bandiera) | A     | Robert Lechleiter  |
| 24 | Germania (bandiera) | C     | Oliver Rösgen      |
| 25 | Germania (bandiera) | P     | Marcus Stolzenberg |
| 26 | Brasile (bandiera)  | C     | Elton da Costa     |
| 34 | Germania (bandiera) | A     | Sebastian Helbig   |
| 35 | Germania (bandiera) | P     | Stefan Brasas      |

## Organigramma societario
Area tecnica
- Allenatore: Harry Deutinger
- Allenatore in seconda:
- Preparatore dei portieri:
- Preparatori atletici:

## Calciomercato

### Sessione estiva
| Acquisti | Acquisti          | Acquisti          | Acquisti |
| R.       | Nome              | da                | Modalità |
| -------- | ----------------- | ----------------- | -------- |
| C        | Barbaros Barut    | Bayern Monaco     |          |
| P        | Stefan Brasas     | Omonia            |          |
| C        | Sandro Cescutti   | Monaco 1860       |          |
| D        | Bruno Custos      | Siegen            |          |
| C        | Elton da Costa    | Darmstadt         |          |
| D        | Saša Janić        | Arminia Bielefeld |          |
| A        | Robert Lechleiter | Ismaning          |          |
| D        | Norman Loose      | Rot-Weiß Erfurt   |          |
| A        | Christian Okpala  | Aarau             |          |
| A        | Mark Römer        | Pfullendorf       |          |

| Cessioni | Cessioni       | Cessioni              | Cessioni |
| R.       | Nome           | da                    | Modalità |
| -------- | -------------- | --------------------- | -------- |
| A        | Olivier Djappa | Ratinger Spvgg. 04/19 |          |
| C        | Stefan Egger   | Waldhof Mannheim      |          |
| A        | Mikheil Sajaia | Bonner                |          |

### Sessione invernale
| Acquisti | Acquisti         | Acquisti  | Acquisti |
| R.       | Nome             | da        | Modalità |
| -------- | ---------------- | --------- | -------- |
| C        | Charles Akonnor  | Wolfsburg |          |
| A        | Sebastian Helbig | Colonia   |          |

| Cessioni | Cessioni           | Cessioni        | Cessioni |
| R.       | Nome               | da              | Modalità |
| -------- | ------------------ | --------------- | -------- |
| D        | Alexander Strehmel | Augusta         |          |
| D        | Saša Janić         | Augusta         |          |
| P        | Michael Gurski     | Borussia Fulda  |          |
| C        | Maximilian Nicu    | Rot-Weiß Erfurt |          |
| A        | Christian Okpala   | Augusta         |          |
| C        | Sandro Cescutti    | Hoffenheim      |          |

## Risultati

### 2. Bundesliga

#### Girone di andata
| Arbitro: | Schmidt |

|                 |           |                                       |
| Rösler 23’, 52’ | Marcatori | 12’, 42’, 78’ (rig.) Copado 62’ Römer |

| Arbitro: | Fröhlich |

|            |           |  |
| Šukalo 85’ | Marcatori |  |

| Arbitro: | Weber |

|  |           |                 |
|  | Marcatori | 58’, 90’ Copado |

| Arbitro: | Anklam |

|            |           |  |
| Copado 18’ | Marcatori |  |

| Arbitro: | Weiner |

|                        |           |                                |
| Copado 12’, 50’ (rig.) | Marcatori | 32’ (rig.) Tölcseres 42’ Dione |

| Arbitro: | Walz |

|                  |           |           |
| Racanel 31’, 64’ | Marcatori | 85’ Costa |

| Arbitro: | Kammerer |

|            |           |              |
| Copado 42’ | Marcatori | 48’ Baumgart |

| Arbitro: | Kinhöfer |

|                                                         |           |             |
| Pflipsen 9’ Blank 41’ Meijer 58’ Grlić 71’ Michalke 86’ | Marcatori | 35’ Grassow |

| Arbitro: | Steinborn |

|               |           |            |
| Omodiagbe 89’ | Marcatori | 72’ Mintál |

| Arbitro: | Jansen |

|                        |           |             |
| Džaka 43’ Schüßler 90’ | Marcatori | 10’ Seifert |

| Arbitro: | Weber |

|            |           |                                                |
| Šukalo 29’ | Marcatori | 19’, 70’ Velichkov 59’ Radulović 66’ Ouédraogo |

| Arbitro: | Henschel |

|                     |           |                 |
| Bella 77’ Sopić 81’ | Marcatori | 46’, 66’ Copado |

| Arbitro: | Gräfe |

|                                  |           |  |
| Seifert 18’ Römer 34’ Copado 77’ | Marcatori |  |

| Arbitro: | Koop |

|  |           |                     |
|  | Marcatori | 9’ Costa 15’ Okpala |

| Arbitro: | Weiner |

|            |           |           |
| Copado 63’ | Marcatori | 18’ Thurk |

| Arbitro: | Walz |

|                                    |           |            |
| Reghecampf 5’ Silva 46’ Vágner 71’ | Marcatori | 23’ Šukalo |

| Arbitro: | Scheppe |

|           |           |                    |
| Costa 29’ | Marcatori | 37’ Jank 70’ Kurth |

#### Girone di ritorno
| Arbitro: | Fröhlich |

|                     |           |               |
| Copado 2’, 66’, 90’ | Marcatori | 33’ Burkhardt |

| Arbitro: | Marks |

|  |           |           |
|  | Marcatori | 9’ Helbig |

| Arbitro: | Schriever |

|  |           |               |
|  | Marcatori | 35’ Scharping |

| Arbitro: | Drees |

|            |           |  |
| Boakye 45’ | Marcatori |  |

| Arbitro: | Steinborn |

|               |           |  |
| Kolomazník 9’ | Marcatori |  |

| Unterhaching 5 marzo 2004, ore 19:00 CET 23ª giornata | Unterhaching | 0 – 0 referto | Eintracht Treviri | Generali Sportpark (2 300 spett.)\| Arbitro: \| Seemann \| |
| Arbitro:                                              | Seemann      |               |                   |                                                            |

| Berlino 14 marzo 2004, ore 15:00 CET 24ª giornata | Union Berlino | 0 – 0 referto | Unterhaching | Stadio An der Alten Försterei (8 675 spett.)\| Arbitro: \| Weber \| |
| Arbitro:                                          | Weber         |               |              |                                                                     |

| Arbitro: | Henschel |

|           |           |               |
| Aygün 89’ | Marcatori | 38’ Krontiris |

| Arbitro: | Gagelmann |

|                                    |           |  |
| Vittek 11’ Ćirić 22’ Krzynówek 71’ | Marcatori |  |

| Arbitro: | Anklam |

|                              |           |                          |
| Šukalo 32’ Copado 55’ (rig.) | Marcatori | 37’ von Walsleben-Schied |

| Arbitro: | Gräfe |

|                                  |           |             |
| Tokody 29’ Montero 78’ Catic 90’ | Marcatori | 90’ Akonnor |

| Unterhaching 18 aprile 2004, ore 15:00 CEST 29ª giornata | Unterhaching | 0 – 0 referto | LR Ahlen | Generali Sportpark (4 800 spett.)\| Arbitro: \| Marks \| |
| Arbitro:                                                 | Marks        |               |          |                                                          |

| Arbitro: | Stachowiak |

|  |           |                |
|  | Marcatori | 68’ Lechleiter |

| Arbitro: | Frank |

|                 |           |                        |
| Majstorović 86’ | Marcatori | 54’ Rosin 81’ Mokhtari |

| Arbitro: | Pickel |

|                            |           |  |
| Thurk 4’ Babatz 29’ (rig.) | Marcatori |  |

| Arbitro: | Jansen |

|                       |           |  |
| Copado 29’ Šukalo 39’ | Marcatori |  |

| Arbitro: | Gagelmann |

|                              |           |                            |
| Juskowiak 19’, 58’ Kurth 27’ | Marcatori | 2’, 19’ Šukalo 39’ Grassow |

### Coppa di Germania
| Arbitro: | Trautmann |

|                                               |           |                             |
| Römer 18’ Copado 37’, 39’ Costa 51’, 65’, 69’ | Marcatori | 73’ Radulović 85’ Ouédraogo |

| Arbitro: | Marks |

|                             |           |                                                   |
| Römer 53’ Copado 79’ (rig.) | Marcatori | 58’ Jarolím 61’ Maltritz 67’ Mahdavikia 73’ Romeo |

## Statistiche

### Statistiche di squadra
| Competizione      | Punti | In casa | In casa | In casa | In casa | In casa | In casa | In trasferta | In trasferta | In trasferta | In trasferta | In trasferta | In trasferta | Totale | Totale | Totale | Totale | Totale | Totale | DR |
| Competizione      | Punti | G       | V       | N       | P       | Gf      | Gs      | G            | V            | N            | P            | Gf           | Gs           | G      | V      | N      | P      | Gf     | Gs     | DR |
| ----------------- | ----- | ------- | ------- | ------- | ------- | ------- | ------- | ------------ | ------------ | ------------ | ------------ | ------------ | ------------ | ------ | ------ | ------ | ------ | ------ | ------ | -- |
| 2. Bundesliga     | 43    | 17      | 6       | 7       | 4       | 21      | 17      | 17           | 5            | 3            | 9            | 20           | 29           | 34     | 11     | 10     | 13     | 41     | 46     | -5 |
| Coppa di Germania | -     | 2       | 1       | 0       | 1       | 8       | 6       | 0            | 0            | 0            | 0            | 0            | 0            | 2      | 1      | 0      | 1      | 8      | 6      | +2 |
| Totale            | 43    | 19      | 7       | 7       | 5       | 29      | 23      | 17           | 5            | 3            | 9            | 20           | 29           | 36     | 12     | 10     | 14     | 49     | 52     | -3 |

### Andamento in campionato
| Giornata  | 1 | 2 | 3 | 4 | 5 | 6 | 7 | 8 | 9 | 10 | 11 | 12 | 13 | 14 | 15 | 16 | 17 | 18 | 19 | 20 | 21 | 22 | 23 | 24 | 25 | 26 | 27 | 28 | 29 | 30 | 31 | 32 | 33 | 34 |
| --------- | - | - | - | - | - | - | - | - | - | -- | -- | -- | -- | -- | -- | -- | -- | -- | -- | -- | -- | -- | -- | -- | -- | -- | -- | -- | -- | -- | -- | -- | -- | -- |
| Luogo     | T | C | T | C | C | T | C | T | C | T  | C  | T  | C  | T  | C  | T  | C  | C  | T  | C  | T  | T  | C  | T  | C  | T  | C  | T  | C  | T  | C  | T  | C  | T  |
| Risultato | V | V | V | V | N | P | N | P | N | P  | P  | N  | V  | V  | N  | P  | P  | V  | V  | P  | P  | P  | N  | N  | N  | P  | V  | P  | N  | V  | P  | P  | V  | N  |
| Posizione | 1 | 1 | 1 | 1 | 1 | 2 | 3 | 4 | 5 | 6  | 11 | 11 | 9  | 6  | 6  | 8  | 9  | 8  | 6  | 7  | 11 | 11 | 10 | 10 | 10 | 13 | 10 | 13 | 13 | 9  | 11 | 13 | 12 | 13 |

Legenda:

Luogo: C = Casa; T = Trasferta. Risultato: V = Vittoria; N = Pareggio; P = Sconfitta.

### Statistiche dei giocatori
| Giocatore      | 2. Bundesliga | 2. Bundesliga | 2. Bundesliga | 2. Bundesliga | Coppa di Germania | Coppa di Germania | Coppa di Germania | Coppa di Germania | Totale   | Totale | Totale      | Totale     |
| Giocatore      | Presenze      | Reti          | Ammonizioni   | Espulsioni    | Presenze          | Reti              | Ammonizioni       | Espulsioni        | Presenze | Reti   | Ammonizioni | Espulsioni |
| -------------- | ------------- | ------------- | ------------- | ------------- | ----------------- | ----------------- | ----------------- | ----------------- | -------- | ------ | ----------- | ---------- |
| C. Akonnor     | 15            | 1             | 1             | 0             | 0                 | 0                 | 0                 | 0                 | 15       | 1      | 1           | 0          |
| N. Aygün       | 18            | 1             | 5             | 1             | 0                 | 0                 | 0                 | 0                 | 18       | 1      | 5           | 1          |
| B. Barut       | 16            | 0             | 5             | 0             | 0                 | 0                 | 0                 | 0                 | 16       | 0      | 5           | 0          |
| S. Brasas      | 11            | 0             | 1             | 0             | 0                 | 0                 | 0                 | 0                 | 11       | 0      | 1           | 0          |
| R. Bucher      | 13            | 0             | 1             | 1             | 1                 | 0                 | 0                 | 0                 | 14       | 0      | 1           | 1          |
| F. Copado      | 33            | 18            | 9             | 0             | 2                 | 3                 | 1                 | 0                 | 35       | 21     | 10          | 0          |
| E. Costa       | 30            | 3             | 2             | 0             | 2                 | 3                 | 0                 | 0                 | 32       | 6      | 2           | 0          |
| B. Custos      | 16            | 0             | 4             | 0             | 0                 | 0                 | 0                 | 0                 | 16       | 0      | 4           | 0          |
| C. Endler      | 0             | 0             | 0             | 0             | 0                 | 0                 | 0                 | 0                 | 0        | 0      | 0           | 0          |
| D. Grassow     | 19            | 2             | 4             | 1             | 0                 | 0                 | 0                 | 0                 | 19       | 2      | 4           | 1          |
| D. Haas        | 0             | 0             | 0             | 0             | 0                 | 0                 | 0                 | 0                 | 0        | 0      | 0           | 0          |
| P. Heerwagen   | 22            | 0             | 1             | 0             | 2                 | 0                 | 0                 | 0                 | 24       | 0      | 1           | 0          |
| S. Helbig      | 12            | 1             | 1             | 1             | 0                 | 0                 | 0                 | 0                 | 12       | 1      | 1           | 1          |
| S. Janić       | 7             | 0             | 0             | 0             | 0                 | 0                 | 0                 | 0                 | 7        | 0      | 0           | 0          |
| R. Lechleiter  | 12            | 1             | 1             | 0             | 1                 | 0                 | 0                 | 0                 | 13       | 1      | 1           | 0          |
| S. Leitl       | 13            | 0             | 3             | 0             | 1                 | 0                 | 0                 | 0                 | 14       | 0      | 3           | 0          |
| H. Liebers     | 16            | 0             | 4             | 0             | 2                 | 0                 | 0                 | 0                 | 18       | 0      | 4           | 0          |
| N. Loose       | 33            | 0             | 1             | 0             | 2                 | 0                 | 1                 | 0                 | 35       | 0      | 2           | 0          |
| M. Lust        | 19            | 0             | 4             | 0             | 1                 | 0                 | 0                 | 0                 | 20       | 0      | 4           | 0          |
| I. Majstorović | 16            | 1             | 0             | 0             | 0                 | 0                 | 0                 | 0                 | 16       | 1      | 0           | 0          |
| C. Okpala      | 10            | 1             | 1             | 0             | 1                 | 0                 | 0                 | 0                 | 11       | 1      | 1           | 0          |
| D. Omodiagbe   | 22            | 1             | 4             | 1             | 2                 | 0                 | 0                 | 0                 | 24       | 1      | 4           | 1          |
| M. Römer       | 24            | 2             | 1             | 1             | 2                 | 2                 | 0                 | 0                 | 26       | 4      | 1           | 1          |
| O. Rösgen      | 0             | 0             | 0             | 0             | 0                 | 0                 | 0                 | 0                 | 0        | 0      | 0           | 0          |
| J. Seifert     | 32            | 2             | 2             | 0             | 2                 | 0                 | 0                 | 0                 | 34       | 2      | 2           | 0          |
| M. Stolzenberg | 2             | 0             | 0             | 0             | 0                 | 0                 | 0                 | 0                 | 2        | 0      | 0           | 0          |
| A. Strehmel    | 8             | 0             | 2             | 0             | 2                 | 0                 | 0                 | 0                 | 10       | 0      | 2           | 0          |
| A. Vaccaro     | 0             | 0             | 0             | 0             | 0                 | 0                 | 0                 | 0                 | 0        | 0      | 0           | 0          |
| M. Zimmermann  | 26            | 0             | 1             | 0             | 2                 | 0                 | 0                 | 0                 | 28       | 0      | 1           | 0          |
| G. Šukalo      | 30            | 7             | 9             | 0             | 2                 | 0                 | 1                 | 0                 | 32       | 7      | 10          | 0          |